# Établissements de la plaine de l'Orbe
Les établissements de la plaine de l'Orbe (EPO) forment un complexe carcéral suisse situé sur la commune d'Orbe dans le canton de Vaud. Prévus pour l'exécution de peine, ils se composent du pénitencier de Bochuz, de la Colonie fermée et de la Colonie ouverte.

## Description
Les établissements de la plaine de l'Orbe sont un regroupement de trois structures pénitentiaires pour l'exécution de peine. Ils se trouvent sur le territoire de la commune suisse d'Orbe (Vaud).
Le pénitencier de Bochuz est l'établissement central du groupe. Il est destiné à accueillir des détenus dans des conditions de sécurité élevée. Il est complété par une première maison de détention de sécurité moyenne, la Colonie fermée, et une seconde de sécurité basse, la Colonie ouverte.
En 2017, un projet est lancé pour la construction d'un nouvel établissement au sein du complexe, sur la zone dite des Grands marais,. Destiné aussi bien à la détention provisoire qu'à l'exécution de peine, l'établissement doit compter finalement 410 places. Le coût total du projet est estimé à 280 millions de francs suisses.
Il est prévu de réaliser le projet en deux phases, permettant ainsi la création rapide de 216 places à l'horizon 2025. Cette décision doit permettre de soulager l'occupation des établissements pénitentiaires vaudois, notamment la prison du Bois-Mermet à Lausanne.

## Histoire

### Prémisses: l’ancien pénitencier de Béthusy
L’histoire pénitentiaire vaudoise remonte au début du XIXe siècle. En effet, sous l’Ancien Régime, si la prison lausannoise se trouvait intégrée aux locaux de l’hôpital de la Mercerie, les criminels dangereux, eux, étaient envoyés purger leur peine au Schallenwerk à Berne. Avec l’indépendance vaudoise et la naissance du Canton de Vaud, ce dernier devait créer ses propres structures, notamment carcérales. La réflexion sur les questions de répression de la criminalité, sur les notions de punition et de réhabilitation est alors en plein ébullition vers 1820. S’affrontent notamment deux approches radicalement différentes, d’une part le système de la prison de Pennsylvanie, qui prône la réclusion totalement solitaire, et d’autre part le régime auburnien, mis en place dans l'établissement correctionnel d'Auburn (État de New York), qui préconise le travail en ateliers, mais en silence. Dans le canton de Vaud, après de très longues discussions et de nombreux projets préparatoires, le pénitencier vaudois a enfin vu le jour dans le quartier de Béthusy, au-dessus de Lausanne. L’édifice, brièvement l’un des plus modernes d’Europe, a été bâti en 1819-1826 par Adrien Pichard, premier ingénieur cantonal vaudois. Cet édifice tient compte des deux systèmes évoqués ci-dessus. Il est en activité jusqu’en 1929, et les bâtiments sont démolis en 1935.

### Colonie de la plaine de l’Orbe
En 1871, les prisons vaudoises sont réorganisées et le gouvernement se rallie aux théories de Walter Crofton, qui préconise une système progressif avec trois stades de peines. L’ancien pénitencier de Béthusy se révèle mal adapté à ce principe et l’on commence à songer à sa reconstruction. Dans une perspective morale et éducative, le travail de la terre, en plein air, est préconisé   Après maintes palabres, l’on se décide à la fin du XIXe siècle à établir une Colonie à Orbe, projet qui va de pair avec l’assainissement de la plaine de l’Orbe. Dès 1877, un premier bâtiment, simple baraquement en bois, complètement fermé, abrite les premiers Colons. En 1898, on construit un bâtiment cellulaire construit selon le système panoptique qui est réalisé en trois étapes. La première aile est achevée en 1898-1899, en complément de la petite « prison centrale » édifiée en 1897. La deuxième aille est bâtie en 1906, la troisième en 1911.

En 1923 s’ouvre un concours d’architecture pour un pénitencier agricole, après que l’on ait pris des renseignements sur les pénitenciers de Bellechasse (canton de Fribourg) et de Witzwil (canton de Berne). L’on souhaite un édifice offrant plusieurs systèmes de réclusion, selon la classification des détenus. Vingt-cinq projets sont étudiés par le jury, mais, en dépit de l’attribution de deux premiers prix, aucun des projets ne peut être réalisé. Le Service des bâtiments de l’Etat revoit alors l’ensemble du programme. Le concept devient alors celui d’un établissement avant tout industriel, avec des ateliers fermés autour d’une vaste cour qui peut être cultivée.

Sous l’influence de prisons anglo-saxonnes (Saughton, 1919 et Greenock, à Édimbourg), on abandonne le principe du mur d’enceinte, qui est remplacé par les bâtiments eux-mêmes, l’ensemble n’étant entouré que d’un simple grillage.
En 1926, on demande à l’architecte lausannois Alphonse Laverrière (l’un des lauréats du précédent concours) de participer à l’élaboration de nouveaux plans. Les travaux de construction s’achèvent en 1930, avec un bâtiment très simple, à toiture plate. Le système défendu par Crofton, permettant de passer d’un isolement cellulaire au travail en atelier puis à une vie communautaire a été assez rapidement modifié, voire abandonné. On a gardé cependant le principe panoptique avec un bâtiment principal dominant les ailes cellulaires disposée symétriquement de part et d’autre, avec coursives autour d’un vide central et éclairage zénithal.
En 2017, après plus de vingt ans de tergiversations, le gouvernement a promis l’ouverture d’un nouvel établissement à Orbe, prévue en 2015

## Faits divers
Le chanteur Johnny Hallyday et l'humoriste Raymond Devos donnent un spectacle au pénitencier de Bochuz en juin 1974. Ils en profitent pour aller à la rencontre des détenus et s'intéressent aux conditions d'incarcération de ceux-ci.
Deux détenus parviennent à s'évader du pénitencier en janvier 1984. La cavale des deux hommes finit tragiquement quelques heures plus tard.
À partir de l'année 1997, un conseil pastoral œcuménique est créé au sein du pénitencier de Bochuz. Son objectif est de favoriser la pratique religieuse et spirituelle en milieu carcéral.
Un détenu monte sur le toit du pénitencier de Bochuz en juillet 2008 pour protester contre ses conditions d'incarcération et les difficultés d'accès aux soins qu'il rencontre (soin d'une rage de dent),. Skander Vogt - qui décèdera quelques mois plus tard dans des circonstances tragiques - reste plusieurs heures sur le toit de l'édifice avant d'être maîtrisé par la police.
En mars 2010, le détenu du pénitencier Skander Vogt décède à la suite de l'incendie volontaire de son matelas. L'affaire choque l'opinion publique et entraîne d'importants changements au pénitencier de Bochuz.
Un commando attaque le complexe et plus particulièrement le pénitencier dans la soirée du 25 juillet 2013 afin de permettre l'évasion de deux détenus (dont un membre du gang des Pink Panthers).
Dans la seconde moitié de l'année 2013, 80 nouvelles places de détention sont créées au sein de la Colonie.
Béatrice Métraux, la conseillère d'État vaudoise responsable du domaine pénitentiaire, lance en mars 2018 un projet de construction d'un nouvel établissement de 410 places à proximité du complexe des EPO,,. Destiné à la détention avant jugement et à l'exécution des peines, la nouvelle prison doit permettre de soulager l'occupation des espaces dans les établissements existants et la fermeture à terme de la prison du Bois-Mermet à Lausanne.
En mai 2019, le prêtre Guy Gilbert, connu pour son engagement dans les problématiques carcérales, visite l'établissement.

### Coûts de la détention
L'estimation des coûts de détention standard aux Établissements de la plaine de l'Orbe est comprise en 330 et 375 francs suisses par jour et par détenu. Ce chiffre atteint la somme de 810 francs suisse pour les emprisonnements à l'isolement dans des conditions de sécurité maximale, à l'exemple de ce qui peut être fait au pénitencier de Bochuz.
Du fait d'accord intercantonaux, les différents cantons romands et italophone placent leurs détenus dans des établissements d'autres cantons en fonction des places disponibles. Il apparaît que ces coûts de détention pour les placements intercantonaux ont été sous-estimés pendant de longues années. Le canton de Vaud a notamment « subventionné » le placement de détenus par d'autres cantons au sein du pénitencier de Bochuz.

### Décès de Skander Vogt
Durant la nuit du 10 au 11 mars 2010, un détenu - Skander Vogt - met le feu à sa cellule et décède quelques heures plus tard, asphyxié par les fumées de l'incendie. L'enquête révèle la passivité des gardiens qui, après avoir éteint l'incendie, refusent pendant plus d'une heure d'ouvrir la cellule pour secourir le jeune homme malgré les demandes répétées d'ambulanciers et d'une doctoresse du SMUR présents sur place. Skander Vogt étant en effet considéré comme un prisonnier dangereux, seul le groupe d'intervention de la gendarmerie vaudoise, le DARD, pouvait intervenir lors d'un incident avec lui. Par la suite, le procès met en lumière le fonctionnement rigide du pénitencier de Bochuz et les défaillances dans la communication, poussant les gardiens dans un respect de la hiérarchie et des procédures dépourvu de discernement et réfrénant toute initiative,.
Quelques mois plus tôt, en juillet 2008, Skander Vogt était monté sur le toit du pénitencier pour protester contre ses conditions de détention, nécessitant l'intervention des forces de police. Souffrant de troubles psychologiques dus notamment à une enfance difficile, le jeune homme était incarcéré sous les régime de l'internement (durée indéterminée) depuis près de 120 mois bien qu'il n'ai été condamné qu'à 20 mois de détention,. Il vivait mal cette durée et ce régime de détention particulièrement strict et devenait de plus en plus violent, habitué aux altercations verbales et physiques avec les surveillants pénitentiaires,,.
Au cours du mois d'avril 2010, le journal Le Matin publie des extraits d'enregistrements téléphoniques entre des gardiens et des policiers. On y entend les fonctionnaires rire et insulter le jeune homme. Ce qui n'avait été présenté jusqu'à ce moment que comme un suicide devient une affaire d'ampleur,,, relayée notamment par des médias français (RTL, Le Monde, Le Figaro, Le Journal du Dimanche notamment),.
Le procès se tient en novembre 2013 devant le Tribunal de la Broye et du nord vaudois. Neuf membres du personnel pénitentiaire et médical sont prévenus d'homicide par négligence, motif qui ne pourra être établi lors des débats. Le verdict du Tribunal aboutit à la condamnation du surveillant sous-chef responsable ce soir là pour omission de porter de secours.
L'affaire marque profondément le pénitencier et choque l'opinion publique. À la suite de ce drame, une importante restructuration de l'organisation du pénitencier et plus particulièrement du régime de l'internement est menée,.

### Décès au sein de l'établissement
Un Suisse de 52 ans meurt dans sa cellule de la colonie fermée en octobre 2016. L'enquête privilégie la piste du suicide.
En janvier 2020, un homme de 28 ans est retrouvé mort dans sa cellule, probablement après un suicide,.

### Conditions de détention et mouvements de protestations non-violents des détenus
Au début du mois de février 2014, plusieurs détenus entament une grève de la faim après avoir reçu une fin de non-recevoir de la direction du pénitencier au sujet de leurs revendications (alimentaires). Les hommes protestent contre la quantité et la qualité jugée insuffisante de la nourriture au sein du pénitencier. Ils expliquent notamment que les proportions sont trop petites et les obligent à acheter eux-mêmes de la nourriture en complément. Le service pénitentiaire vaudois répond que la qualité des repas respecte les standards en vigueur mais précise que des contrôles sont en cours concernant les quantités servies.
Au début de l'année 2016, un mouvement non-violent de détenus touche le pénitencier. Plusieurs détenus contactent la presse, notamment le journal 24 Heures, et critiquent le fonctionnement du pénitencier. Ils indiquent qu'un trafic de stupéfiants et de téléphones de grande ampleur existe au sein de l'établissement. Ils dénoncent également les tensions que cette affaire génère. Ces révélations font apparaître les tensions communautaires qui agitent le pénitencier à cette époque.
Dans ce contexte, la gendarmerie vaudoise interpelle début juin un détenu et un surveillant. Les deux hommes sont soupçonnés d'avoir organisé un trafic de téléphone et de stupéfiants au sein de l'établissement : le surveillant faisait entrer les objets et substances de manière illicite et le détenu procédait à leur revente.
En septembre 2017, les autorités politiques vaudoises reçoivent un courrier de protestations des détenus du pénitencier. Ces derniers dénoncent leurs conditions de détention et réclament la démission du directeur de l'établissement. Dans leur lettre, les prisonniers critiquent notamment le caractère arbitraire des sanctions (ils ne peuvent pas être entendus dans la procédure administrative), regrettent la diminution des séances de football et s'indignent avec leurs avocats du placement d'une caméra dans un parloir.
À la suite de ce courrier, les autorités ouvrent une enquête administrative,. Les semaines suivantes, des critiques sont adressées et mettent en évidence certains dysfonctionnements. Des lacunes dans la prise en charge sociale des détenus ainsi que dans les formations proposées sont pointées, laissant planer des inquiétudes quant à l'efficacité des actions de réinsertion et de lutte contre la récidive. Le directeur quitte ses fonctions quelques semaines plus tard, en mai 2018,.
A l'automne 2019, les détenus des établissements de la plaine de l'Orbe soutenus par leurs avocats se plaignent du nouveau système téléphonique mis en place au printemps de la même année. Selon eux, ce système engendre une augmentation importantes des coûts téléphoniques et l'impossibilité d'appeler certains numéros. La direction de l'établissement indique de son côté que la mise en place du nouveau système de paiement téléphonique obéit à une logique de sécurité : l'ancien système était obsolète pour gérer les décisions judiciaires de restrictions d'appels qui s'appliquent à certains détenus par exemple.

### Évasions
Jacques Fasel, malfrat de la bande à Fasel, s'évade du pénitencier de Bochuz en juillet 1981.
Le 17 janvier 1984, les détenus espagnols Jeronimo Arnay-Aviles et Manuel Canelo s'évadent du pénitencier. Étant parvenus à faire entrer une ou deux armes dans l'établissement, ils maîtrisent les gardiens de l'atelier de fabrication de manches à outils et prennent un surveillant en otage. Arrivés à la grille du pénitencier, ils se font ouvrir les portes et prennent un second otage, un représentant en graines de 43 ans. Après une course-poursuite et s'être retranchés dans un hangar de l'aéroport de la Blécherette, les deux hommes sont arrêtés. Un inspecteur de police est tué par les malfaiteurs lors de l'opération, et l'un des otages est blessé au cuir chevelu. Le gardien est quant à lui libéré.
Dans la soirée du 25 juillet 2013, une évasion violente secoue le pénitencier de Bochuz et voit deux détenus s'évader,. Deux complices situés à l'extérieur de l'enceinte du complexe carcéral donnent l'assaut aux alentours de 19h35. Avec deux véhicules, ils écrasent des barbelés puis créent un chemin d'évasion avec des échelles. Ils tirent également sur les gardiens avec des armes automatiques afin de les intimider. Pendant ce temps, deux détenus - Adrian Albrecht, un multirécidiviste valaisan de 52 ans, et un bosniaque de 34 ans membre du gang des Pink Panthers -  les rejoignent. Les deux complices sont arrêtés et jugés les mois suivants, tout comme Adrian Albrecht,.
En 2019, un détenu parvient à trouver une faille dans le système de grillage de l'établissement et en profite pour s'échapper de l'enceinte des Établissements de la Plaine de l'Orbe. Il est repris quelques minutes plus tard par le personnel pénitentiaire.

### Épidémie de Covid-19
Lors de la pandémie de Covid-19 en 2020 et 2021, les établissements de la plaine de l'Orbe sont affectés et doivent adapter le dispositif pénitentiaire. Lors de la première vague épidémique au printemps 2020, aucun détenu n'est déclaré positif à la Covid-19. Toutefois, en septembre, un détenu du pénitencier de Bochuz contracte la maladie. Ce cas oblige les autorités à prendre des mesures d'isolement de la prison afin de limiter les risques de propagation du virus au sein de l'établissement et d'intrusion du virus depuis l'extérieur. En décembre, au plus fort de la seconde vague épidémique, les responsables pénitentiaires vaudois décident de placer les établissements de la plaine de l'Orbe en quarantaine. Cette mesure implique notamment la fermeture d'atelier de travail et la suppression des visites et des parloirs avec les familles.